# Etepetete
Etepetete sein ist eine alte Redewendung, die sowohl im nördlichen Teil des deutschen Sprachraums als auch im Wienerischen bekannt ist und umgangssprachlich eine Person beschreibt, die sich in der Öffentlichkeit geziert und pingelig aufführt. Aus dem Niederdeutschen ist das ähnliche Wort „etjerpotetjer“ überliefert.

## Etymologie
Die Redewendung ist seit Mitte des 17. Jahrhunderts bekannt und fand Eingang in den Straßenjargon der Berliner Mittelschicht. Sie entspringt wahrscheinlich dem französischen Spruch être, peut-être, was übersetzt eigentlich „kann sein, vielleicht“ heißt und sinnbildlich „im Zweifel sein“ bzw. „mehr Schein als Sein“ bedeutet. Als alternative Quelle wird das niederdeutsche Wort öte angegeben, das ebenfalls aufgesetztes wie geziertes Gehabe beschreibt.

## Bedeutung
Das Wort „etepetete“ stand ursprünglich für zurückhaltendes, abwägendes Verhalten, hatte also noch keine negative Konnotation. Später zielte es auf Personen ab, die durch diese Verhaltensweise übertrieben wählerisch wirkten, und schließlich übertrug sich „etepetete“ überwiegend auf geziertes und steifes bis zimperliches und prinzessinnenhaftes Benehmen. Besonders oft wird das Wort in Zusammenhang mit Kindern gebraucht, wenn diese sich vor bestimmten Speisen und Gerichten zieren und diese partout nicht essen wollen. „Etepetete“ wird aber auch in der Modewelt verwendet, wenn jemand übertrieben darauf achtet, dass seine Kleidung bloß nicht schmutzig oder faltig wird.

„Und nun gar diese schnippsche Prise, die sich ewig mit ihrem türkischen Schal herumziert und noch öterpotöter is als die Reitweinsche Gräfin!“